# Юф
Юф (нем. и романш. Juf) — деревня в общине Аверс в кантоне Граубюнден.
ЮФ расположен на высоте 2120 м, выше границы леса, климатические условия самые суровые в стране, снегопады возможны даже летом. Тем не менее, здесь проживает круглый год шесть семей. Причём, основание поселения датируется 1292 годом.
Юф — самое высокое населённое место Швейцарии, в некоторых источниках именуется и самым высокогорным поселением в Европе, хотя итальянская деревня Трепалле и андорский курорт Пас-де-ла-Каса оспаривают это звание. Все они расположены ниже аула Куруш в Дагестане, но граница между Европой и Азией условна и имеет несколько вариантов; Куруш может относиться к Азии.
Юф расположен вдоль горной реки, его условно можно разделить на нижнюю (2117 м) и верхнюю (2126 м) части. Несмотря на удалённость и малонаселённость, до Юфа можно добраться на общественном транспорте восемь раз в день круглый год.

## Галерея

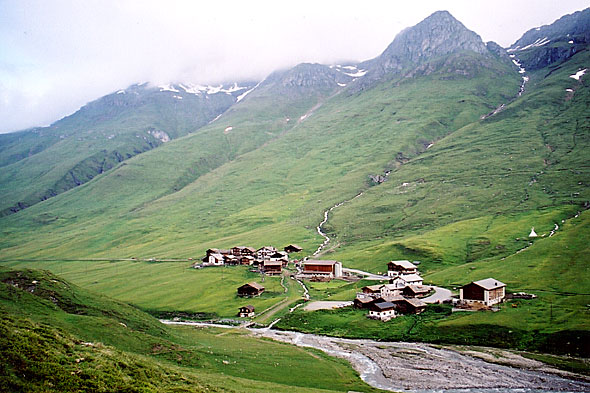
Юф летом
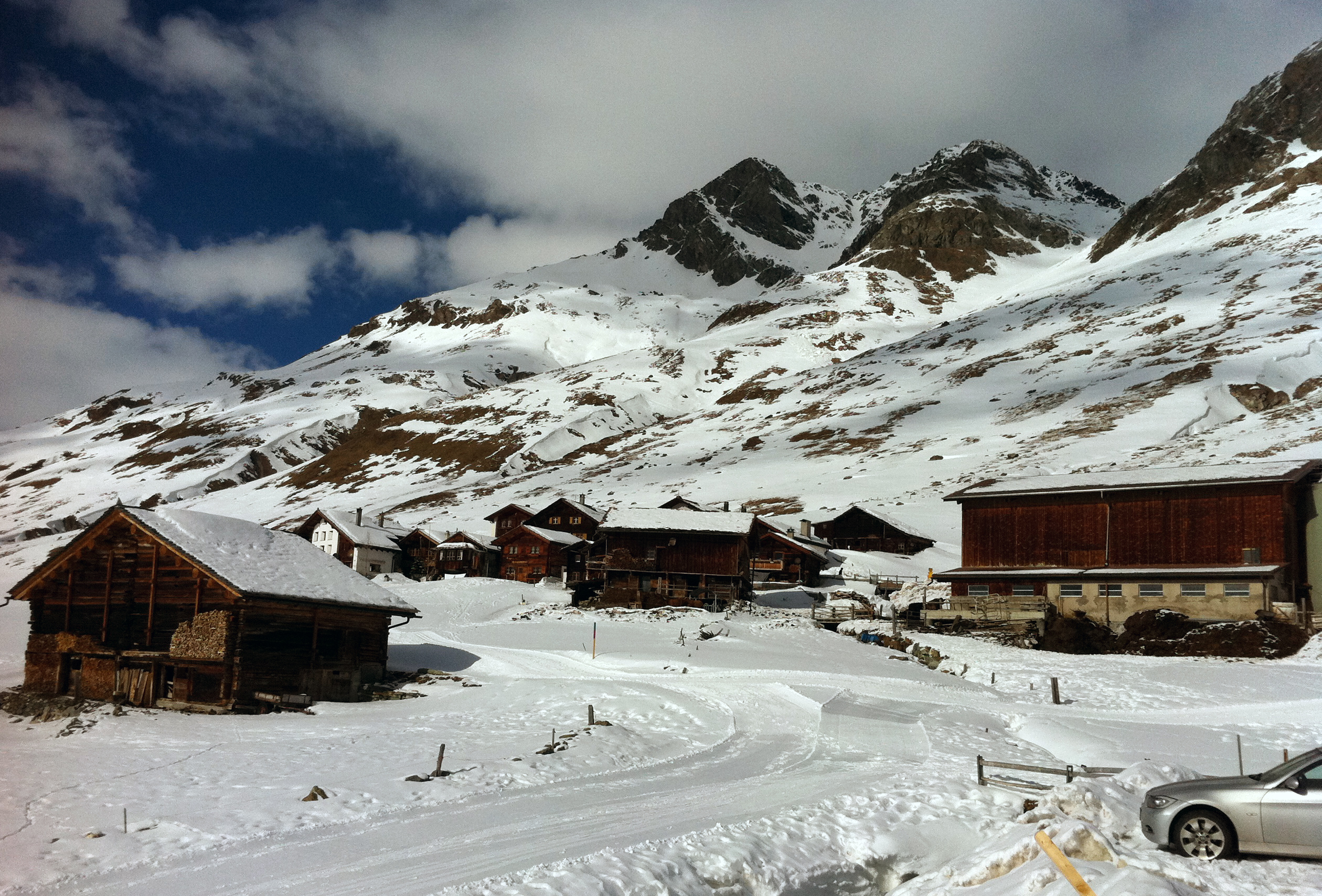
Юф зимой
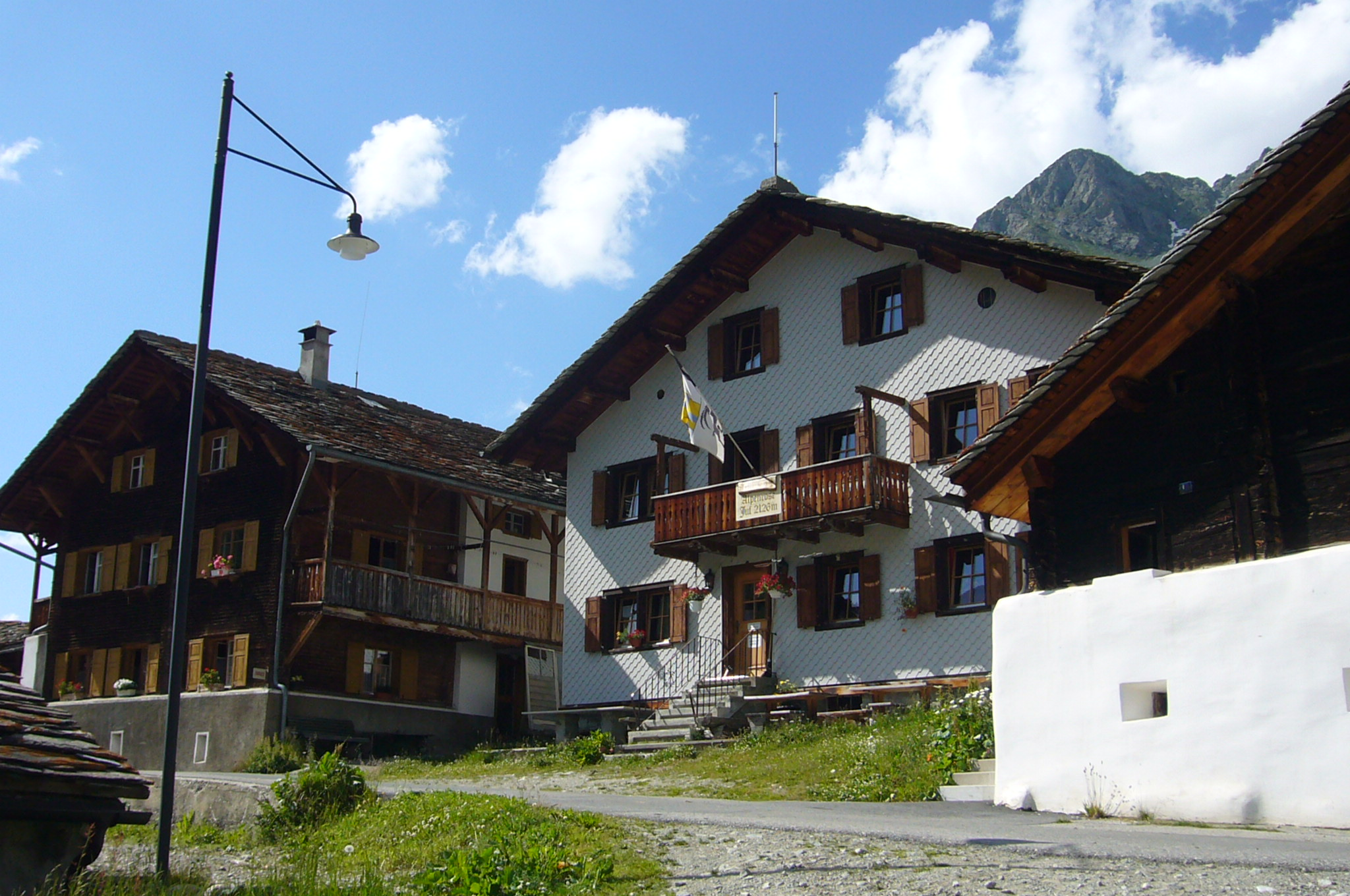
Дома в Юфе
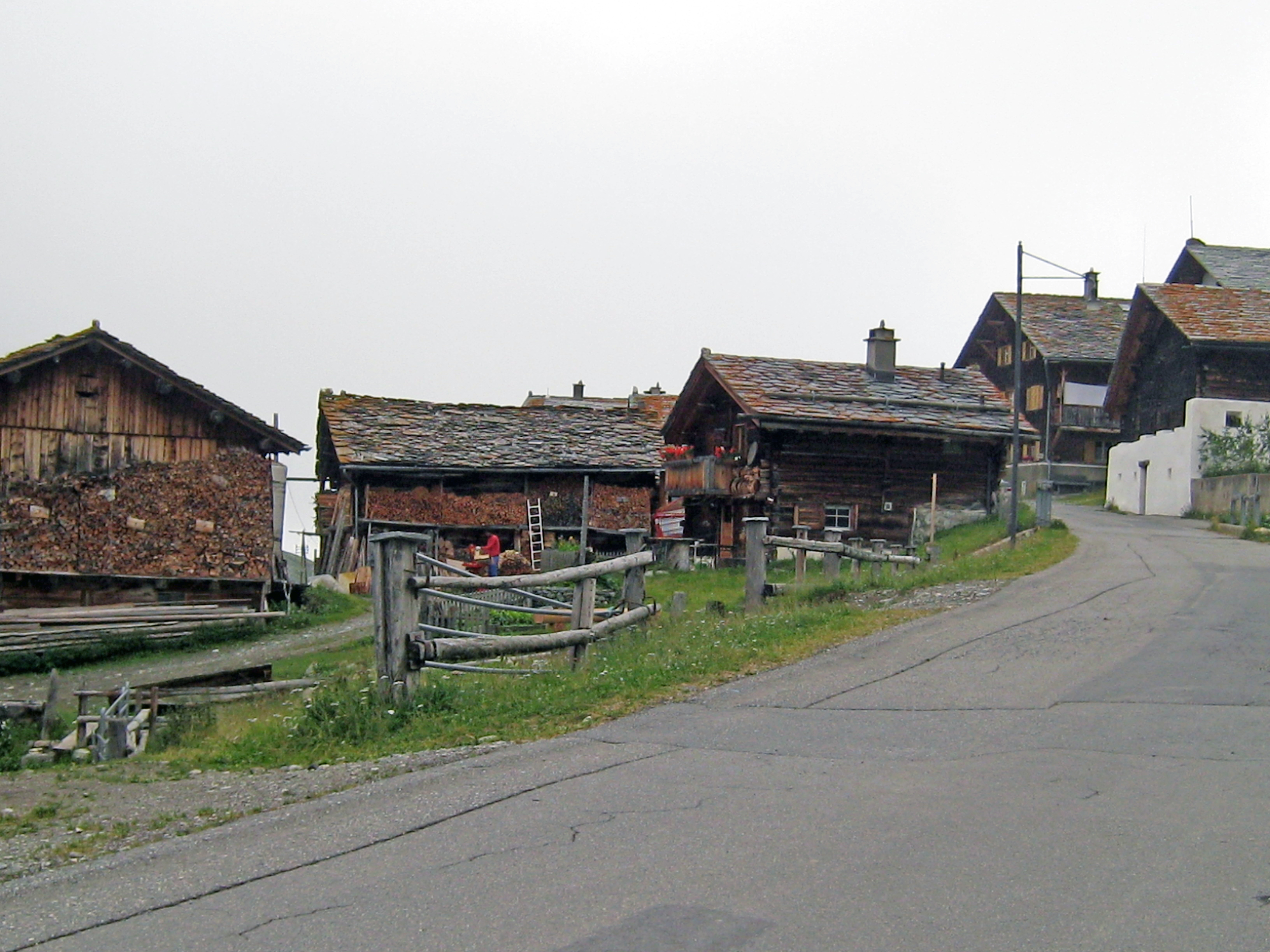
Дорога в Юфе